# ارديم باتابوتيان
ارديم باتابوتيان ( مواليد 1967 في لبنان ) هو عالم أحياء جزيئي وعالم أعصاب أمريكي من اصل لبناني أرمني في معهد سكريبس للأبحاث في لا هويا ، كاليفورنيا . حصل على جائزة نوبل في علم وظائف الأعضاء و الطب مع ديفيد جوليوس سنة 2021.
التحق باتابوتيان بالجامعة الأمريكية في بيروت قبل أن يهاجر إلى الولايات المتحدة في عام 1986 ، حيث حصل على الجنسية. في عام 1990 حصل على درجة البكالوريوس في علم أحياء الخلية والنمو في جامعة كاليفورنيا ، لوس أنجلوس ، ودكتوراه في معهد كاليفورنيا للتكنولوجيا في علم الأحياء. كزميل يعمل منذ عام 2014 في معهد هوارد هيوز الطبي (HHMI).
كرس أرديم وزملاؤه أبحاثه على توصيل الإشارة الخلوي . كان قادرًا على تقديم مساهمات كبيرة في تحديد القنوات والمستقبلات الأيونية الجديدة التي يتم تنشيطها بواسطة درجة الحرارة أو القوى الميكانيكية أو زيادة حجم الخلية. حيث تمكنوا من إظهار أن هذه القنوات الأيونية تلعب دورًا بارزًا في الإحساس بدرجة الحرارة ، وفي الإحساس باللمس ، وفي استقبال الحس العميق ، وفي الإحساس بالألم وفي تنظيم عمل الأوعية الدموية. تعتمد أبحاثهم بشكل أساسي على تقنيات الجينوم الوظيفية المتطورة لتحديد وتوصيف القنوات الأيونية الحساسة للميكانيكا (النقل الميكانيكي ).